# Tăblița lui Venus a lui Ammisaduqa

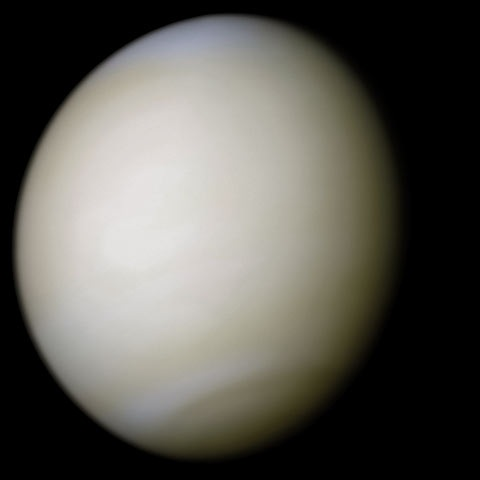
Planeta Venus fotografiată de Mariner 10

Tăblița lui Venus a lui Ammisaduqa (Tableta a 63-a Enuma Anu Enlil) se referă la înregistrarea observațiilor astronomice ale planetei Venus, precum și la păstrarea sa în numeroase tăblițe  scrise cu litere cuneiforme datând din primul mileniu î.Hr. Se crede că aceste înregistrări astronomice au fost elaborate în timpul domniei regelui babilonian Ammisaduqa (sau Ammizaduga), al patrulea conducător după Hammurabi. Astfel, originile acestui text ar trebui să fie, probabil, datate în jurul mijlocul secolului al XVII-lea î.Hr.
Înregistrările tăbliței indică momentele apariției lui Venus, prima și ultima sa vizibilitate, înainte/după răsăritul/apusul soarelui (ridicările heliacale ale lui Venus) sub formă de date lunare. Aceste observații se înregistrează pentru o perioadă de 21 de ani.